# Il tuo amico nel mio letto
Il tuo amico nel mio letto (titolo originale Sleep with Me) è un film del 1994 diretto da Rory Kelly.
È stato presentato al Festival di Cannes 1994, nella sezione Un Certain Regard.
In questo film appare in un cameo Quentin Tarantino, che offre a voce un'ironica interpretazione personale della trama di Top Gun (1986).